# Narcine prodorsalis
Narcine prodorsalis är en rockeart som beskrevs av Bessednov 1966. Narcine prodorsalis ingår i släktet Narcine och familjen Narcinidae. IUCN kategoriserar arten globalt som otillräckligt studerad. Inga underarter finns listade i Catalogue of Life.